# Richard Kahn
Richard Kahn – amerykański filmowiec; przewodniczący Amerykańskiej Akademii Sztuki i Wiedzy Filmowej w latach 1988-1989.